# 川田拓矢
川田 拓矢（かわた たくや 1949年5月5日 - ）は、日本の作家。英語教師。

## 経歴
熊本県生まれ。幼少時を青森県の祖父母のもとで過ごし、その後母親に引き取られ高校(愛知県立名古屋西高等学校)卒業まで飯場暮らしをする。ユタ州立大学に留学の後帰国。早稲田大学法学部卒業後に東京大学教養学部に進学するも意に添わず中退。バーテン、パチンコ店員、各種営業の仕事を転々とした後、早稲田予備校で教鞭をとりながら執筆活動を行う。
- 日本ペンクラブ会員(遠藤周作、早乙女貢推薦)
- 『五百野』にて第37回群像新人文学賞候補（1994年）
- 元河合塾英語科講師
- 早稲田予備校英語科講師

## 著作

### 詩集
- 『全き詩集』（詩の世界社、1976年 / 近代文藝社、1995年 再刊）

### 小説
- 『牛巻坂』（近代文藝社、1993年7月）
- 『誘惑』（近代文藝社、1993年8月）
- 『五百野』（近代文藝社、1994年11月）
- 『高く青く孤独なところ』（近代文藝社、1996年3月）
- 『解放区・マリノ』（近代文藝社、1997年2月）
- 『夜を渉る』（近代文藝社、2000年3月）
- 『風と喧噪』（近代文藝社、2002年4月）
- 『ブルー・スノウ』（近代文藝社、2003年6月）
- 『光輝あまねき』（近代文藝社、2005年5月）
- 『鯉人』（近代文藝社、2009年4月）ほか

### 随想集
- 『あれあ寂たえ―夜の神話』（近代文芸社、1995年5月）

### 大学受験参考書
- 『川田流英語のツボ - 熱血講義だ全員集合!!』（ライオン社、1993年）